# Wimbledon-mesterskabet i mixed double 2013
Mixed double-turneringen ved Wimbledon-mesterskaberne 2013 er den 91. mixed double-turnering ved Wimbledon-mesterskaberne i tennis. Forsvarende mestre er Mike Bryan og Lisa Raymond, som i 2012 vandt titlen for første gang. Mike Bryan forsvarer ikke sin titel, mens Lisa Raymond stiller op sammen med Bruno Soares.

## Hovedturnering

### Spillere
Hovedturneringen har deltagelse af 48 par. Heraf havde 43 par kvalificeret sig i kraft af deres ranglisteplacering pr. 24. juni 2013, mens fem par havde modtaget et wildcard (WC).

### Resultater

#### Kvartfinaler, semifinaler og finale
| Bruno Soares |
| Lisa Raymond |

| John Peers     |
| Ashleigh Barty |

| Bruno Soares |
| Lisa Raymond |

| Jean-Julien Rojer |
| Vera Dusjevina    |

| Jean-Julien Rojer |
| Vera Dusjevina    |

| Rohan Bopanna |
| Zheng Jie     |

| Bruno Soares |
| Lisa Raymond |

| Marcin Matkowski |
| Květa Peschke    |

| Daniel Nestor       |
| Kristina Mladenovic |

| Nenad Zimonjić     |
| Katarina Srebotnik |

| Nenad Zimonjić     |
| Katarina Srebotnik |

| Daniel Nestor       |
| Kristina Mladenovic |

| Daniel Nestor       |
| Kristina Mladenovic |

| Horia Tecău |
| Sania Mirza |

#### Første til tredje runde
| Bruno Soares |
| Lisa Raymond |

| Bye |
|     |

| Bruno Soares |
| Lisa Raymond |

| Colin Fleming |
| Laura Robson  |

| Filip Polášek    |
| Janette Husárová |

| Filip Polášek    |
| Janette Husárová |

| Bruno Soares |
| Lisa Raymond |

| Kyle Edmund      |
| Eugenie Bouchard |

| Frederik Nielsen |
| Sofia Arvidsson  |

| Frederik Nielsen |
| Sofia Arvidsson  |

| Frederik Nielsen |
| Sofia Arvidsson  |

| Bye |
|     |

| Ivan Dodig      |
| Marina Erakovic |

| Ivan Dodig      |
| Marina Erakovic |

| Treat Huey        |
| Raquel Kops-Jones |

| Bye |
|     |

| Treat Huey        |
| Raquel Kops-Jones |

| Julian Knowle |
| Zhang Shuai   |

| John Peers     |
| Ashleigh Barty |

| John Peers     |
| Ashleigh Barty |

| John Peers     |
| Ashleigh Barty |

| Rajeev Ram          |
| Francesca Schiavone |

| Marcelo Melo |
| Liezel Huber |

| Raven Klaasen       |
| Anastasia Rodionova |

| Rajeev Ram (opg.)   |
| Francesca Schiavone |

| Bye |
|     |

| Marcelo Melo |
| Liezel Huber |

| Marcelo Melo |
| Liezel Huber |

| Maks Mirnyj       |
| Andrea Hlaváčková |

| Bye |
|     |

| Maks Mirnyj       |
| Andrea Hlaváčková |

| Jean-Julien Rojer |
| Vera Dusjevina    |

| Jean-Julien Rojer |
| Vera Dusjevina    |

| Jamie Murray |
| Hiseh Su-Wei |

| Jean-Julien Rojer |
| Vera Dusjevina    |

| Robin Haase     |
| Alicja Rosolska |

| David Marrero     |
| Kimiko Date-Krumm |

| Jonathan Marray |
| Heather Watson  |

| Jonathan Marray |
| Heather Watson  |

| Bye |
|     |

| David Marrero     |
| Kimiko Date-Krumm |

| David Marrero     |
| Kimiko Date-Krumm |

| František Čermák |
| Lucie Hradecká   |

| Bye |
|     |

| František Čermák |
| Lucie Hradecká   |

| James Cerretani |
| Mona Barthel    |

| Johan Brunström |
| Katalin Marosi  |

| Johan Brunström |
| Katalin Marosi  |

| Johan Brunström |
| Katalin Marosi  |

| Paul Hanley    |
| Chan Hao-Ching |

| Rohan Bopanna |
| Zheng Jie     |

| Robert Farah |
| Darija Jurak |

| Robert Farah |
| Darija Jurak |

| Bye |
|     |

| Rohan Bopanna |
| Zheng Jie     |

| Rohan Bopanna |
| Zheng Jie     |

| Alexander Peya      |
| Anna-Lena Grönefeld |

| Bye |
|     |

| Alexander Peya      |
| Anna-Lena Grönefeld |

| Micholas Monroe |
| Marion Bartoli  |

| Santiago González |
| Natalie Grandin   |

| Santiago González |
| Natalie Grandin   |

| Alexander Peya      |
| Anna-Lena Grönefeld |

| Andy Ram       |
| Abigail Spears |

| Marcin Matkowski |
| Květa Peschke    |

| Daniele Bracciali  |
| Galina Voskobojeva |

| Andy Ram       |
| Abigail Spears |

| Bye |
|     |

| Marcin Matkowski |
| Květa Peschke    |

| Marcin Matkowski |
| Květa Peschke    |

| Scott Lipsky    |
| Casey Dellacqua |

| Bye |
|     |

| Scott Lipsky    |
| Casey Dellacqua |

| Fabio Fognini   |
| Flavia Pennetta |

| Fabio Fognini   |
| Flavia Pennetta |

| Jamie Delgado |
| Tara Moore    |

| Scott Lipsky    |
| Casey Dellacqua |

| James Blake |
| Donna Vekić |

| Nenad Zimonjić     |
| Katarina Srebotnik |

| Lukáš Dlouhý   |
| Lucie Šafářová |

| James Blake |
| Donna Vekić |

| Bye |
|     |

| Nenad Zimonjić     |
| Katarina Srebotnik |

| Nenad Zimonjić     |
| Katarina Srebotnik |

| Daniel Nestor       |
| Kristina Mladenovic |

| Bye |
|     |

| Daniel Nestor       |
| Kristina Mladenovic |

| Dominic Inglot |
| Johanna Konta  |

| Dominic Inglot |
| Johanna Konta  |

| Nicolás Almagro |
| M.T. Torró Flor |

| Daniel Nestor       |
| Kristina Mladenovic |

| Mahesh Bhupathi    |
| Daniela Hantuchová |

| Aisam-ul-Haq Qureshi |
| Cara Black           |

| Mark Knowles   |
| Sabine Lisicki |

| Mark Knowles   |
| Sabine Lisicki |

| Bye |
|     |

| Aisam-ul-Haq Qureshi |
| Cara Black           |

| Aisam-ul-Haq Qureshi |
| Cara Black           |

| Leander Paes |
| Zheng Saisai |

| Bye |
|     |

| Leander Paes |
| Zheng Saisai |

| Michal Mertiňák    |
| Vladimíra Uhlířová |

| Eric Butorac |
| Alizé Cornet |

| Eric Butorac |
| Alizé Cornet |

| Eric Butorac |
| Alizé Cornet |

| Martin Emmrich |
| Julia Görges   |

| Horia Tecău |
| Sania Mirza |

| Juan Sebastián Cabal |
| Bojana Jovanovski    |

| Martin Emmrich |
| Julia Görges   |

| Bye |
|     |

| Horia Tecău |
| Sania Mirza |

| Horia Tecău |
| Sania Mirza |